# Sistem informatic medical

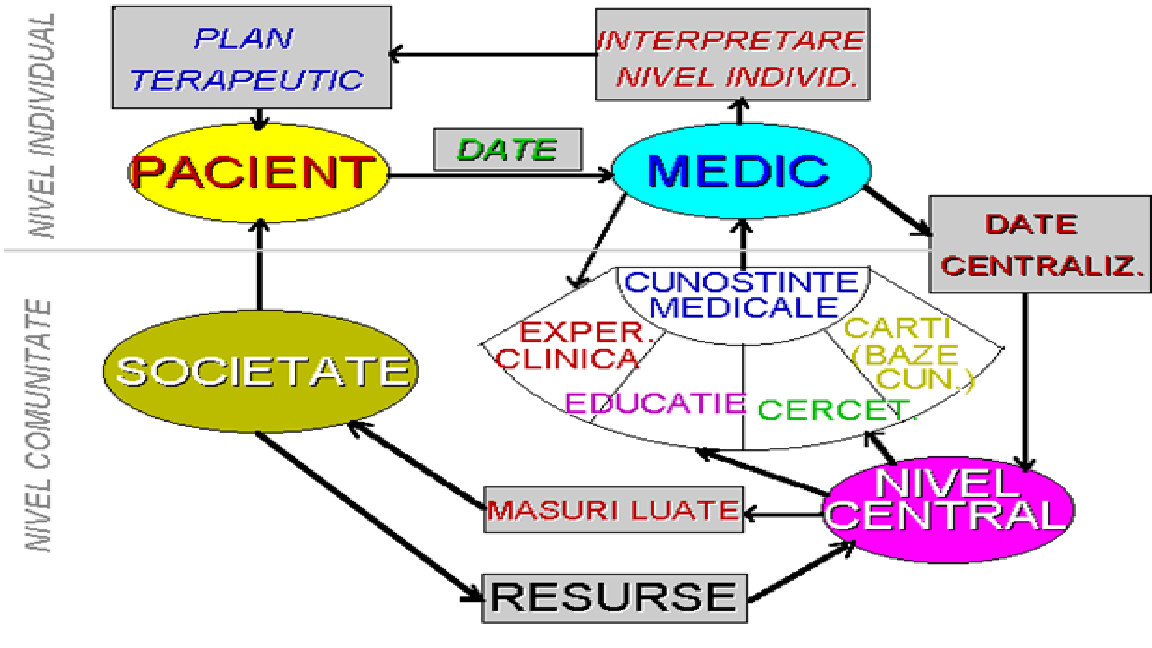

Un sistem informatic de administrare medical are scopul de a îmbunătăți calitatea proceselor medicale și eficacitatea acestora. Acesta funcționează în principiu ca un sistem care captează, stochează, prelucrează sau transmite informații în format electronic legate de starea de sănătate a diferiților indivizi sau de activitățile organizațiilor ce se implică în activitatea medicală.

## Comparație cu înregistrările pe suport de hârtie
În timp ce există încă o cantitate considerabilă de dezbateri în legătură cu superioritatea înregistrărilor medicale electronice asupra înregistrărilor pe hârtie, literatura de cercetare prezintă o imagine mai realistă a beneficiilor și dezavantajelor.
Transparența, portabilitatea și accesibilitatea obținute prin adoptarea de înregistrări medicale electronice pot spori ușurința cu care aceștia pot fi accesați de către profesioniștii din domeniul sănătății, dar pot, de asemenea, să sporească cantitatea de informații furate de către persoane neautorizate sau utilizatori fără scrupule față de înregistrările medicale pe hârtie, recunoscută de cerințele sporite de securitate pentru înregistrările medicale electronice incluse în Legea privind informarea și accesibilitatea sănătății și de încălcările la scară largă în înregistrările confidențiale raportate de utilizatorii EMR Preocupările legate de securitate contribuie la rezistența prezentată adoptării lor.
Înregistrările medicale pe hârtie pot fi puțin lizibile, ceea ce poate contribui la erori medicale. Formularele pre-tipărite, standardizarea abrevierilor și standardele pentru calificare au fost încurajate să îmbunătățească fiabilitatea înregistrărilor medicale pe suport de hârtie. Înregistrările electronice pot contribui la standardizarea formularelor, a terminologiei și a introducerii datelor. Digitizarea formelor facilitează colectarea de date pentru epidemiologie și studii clinice. Cu toate acestea, standardizarea poate crea provocări pentru practica locală.  În ansamblu, cei cu EMR, care au note automate și înregistrări, comandă de intrare și asistență decizională clinică au avut mai puține complicații, rate mai mici de mortalitate și costuri mai mici.
EMR-urile pot fi actualizate în mod continuu (în anumite limite legale - a se vedea mai jos). În cazul în care capacitatea de a face schimb de înregistrări între diferite sisteme EMR a fost perfecționată ("interoperabilitate"), ar facilita coordonarea furnizării de servicii de sănătate în instituțiile medicale neafiliate. În plus, datele dintr-un sistem electronic pot fi utilizate anonim pentru raportarea statistică în chestiuni precum îmbunătățirea calității, gestionarea resurselor și supravegherea bolilor transmisibile de sănătate publică. În astfel de scopuri, înregistrările medicale electronice ar putea fi puse la dispoziție în forme sigure, anonime sau pseudonimizate pentru a asigura păstrarea confidențialității pacientului. Acest lucru ar putea oferi o flexibilitate sporită, o supraveghere îmbunătățită a bolii și noi terapii de salvare a vieții. În teorie, software-ul gratuit, cum ar fi GNU Health, poate fi folosit sau modificat într-o varietate de scopuri care utilizează înregistrări medicale electronice, inclusiv prin partajarea în siguranță a datelor anonime privind tratamentul pacientului, a istoricelor de caz și a rezultatelor individuale (inclusiv de către medicii primari obișnuiți îngrijire a sănătății). Cu toate acestea, este dificil să eliminați datele din contextul său.

## Vezi și
- Cardul Național de Asigurări de Sănătate
- E-sănătate